# 奧地利台北辦事處
奧地利台北辦事處（德語：Österreich Büros Taipei）是奧地利駐台灣的辦事處，1981年成立之初的名稱是奧地利商務代表辦事處（Austrian Trade Delegation）。
台灣亦於奧國首都維也納設有相應的機構——駐奧地利台北經濟文化代表處。

## 外部連結
- 奧地利台北辦事處 （页面存档备份，存于）